# 11326 Ladislavschmied
11326 Ladislavschmied eller 1995 SL är en asteroid i huvudbältet som upptäcktes den 17 september 1995 av den tjeckiske astronomen Lenka Kotková vid Ondřejov-observatoriet. Den är uppkallad efter den tjeckiske amatörastronomen Ladislav Schmied.
Asteroiden har en diameter på ungefär 3 kilometer och den tillhör asteroidgruppen Vesta.